# Бентлі (Альберта)
Бентлі (англ. Bentley) — містечко в Канаді, у провінції Альберта, у складі муніципального району Лакомб.

## Населення
За даними перепису 2016 року, містечко нараховувало 1078 осіб, показавши зростання на 0,5%, порівняно з 2011-м роком. Середня густина населення становила 482,2 осіб/км².
З офіційних мов обидвома одночасно володіли 20 жителів, тільки англійською — 1 045, а 5 — жодною з них. Усього 45 осіб вважали рідною мовою не одну з офіційних, з них 5 — українську.
Працездатне населення становило 655 осіб (78% усього населення), рівень безробіття — 15,3% (21,2% серед чоловіків та 10,8% серед жінок). 80,9% осіб були найманими працівниками, а 18,3% — самозайнятими.
Середній дохід на особу становив $41 934 (медіана $35 072), при цьому для чоловіків — $56 525, а для жінок $28 820 (медіани — $48 128 та $25 152 відповідно).
29,2% мешканців мали закінчену шкільну освіту, не мали закінченої шкільної освіти — 20,8%, 50% мали післяшкільну освіту, з яких 11,9% мали диплом бакалавра, або вищий.
| Статево-вікова структура населення | Статево-вікова структура населення | Статево-вікова структура населення | Статево-вікова структура населення | Статево-вікова структура населення |
| ---------------------------------- | ---------------------------------- | ---------------------------------- | ---------------------------------- | ---------------------------------- |
|                                    |                                    |                                    |                                    |                                    |
| Всього                             | Всього                             | 49,8%50,2%                         |                                    |                                    |
| 0 — 14 років                       | 0 — 14 років                       |                                    | 18,6%                              | 18,6%                              |
| 15 — 64 років                      | 15 — 64 років                      |                                    | 64,2%                              | 64,2%                              |
| 65 і більше                        | 65 і більше                        |                                    | 17,2%                              | 17,2%                              |
| 85 і більше                        | 85 і більше                        |                                    | 1,9%                               | 1,9%                               |
| Середній вік (років)               | Середній вік (років)               | 39,443,7                           | 41,6                               | 41,6                               |
| Медіана (років)                    | Медіана (років)                    | 40,345,7                           | 43,5                               | 43,5                               |
| — чоловіки — жінки                 |                                    |                                    |                                    |                                    |

| Походження мешканців:     | Походження мешканців:     | Походження мешканців: | Походження мешканців: | Походження мешканців: |
| ------------------------- | ------------------------- | --------------------- | --------------------- | --------------------- |
| Походження                |                           |                       | осіб                  | %                     |
| Корінні американці        | Корінні американці        |                       | 100                   | 9.28%                 |
| Інше північноамериканське | Інше північноамериканське |                       | 445                   | 41.28%                |
| Європейське               | Європейське               |                       | 840                   | 77.92%                |
| британське                | британське                |                       | 550                   | 51.02%                |
| французьке                | французьке                |                       | 145                   | 13.45%                |
| українське                | українське                |                       | 155                   | 14.38%                |
| Азійське                  | Азійське                  |                       | 10                    | 0.93%                 |

| Зайнятість населення за галузями (за класифікацією NOC): | Зайнятість населення за галузями (за класифікацією NOC): | Зайнятість населення за галузями (за класифікацією NOC): | Зайнятість населення за галузями (за класифікацією NOC): | Зайнятість населення за галузями (за класифікацією NOC): |
| -------------------------------------------------------- | -------------------------------------------------------- | -------------------------------------------------------- | -------------------------------------------------------- | -------------------------------------------------------- |
|                                                          |                                                          |                                                          |                                                          |                                                          |
| Управління                                               | Управління                                               |                                                          | 7,7%                                                     | 7,7%                                                     |
| Бізнес, фінанси та адміністрування                       | Бізнес, фінанси та адміністрування                       |                                                          | 12,3%                                                    | 12,3%                                                    |
| Природничі та прикладні науки                            | Природничі та прикладні науки                            |                                                          | 1,5%                                                     | 1,5%                                                     |
| Охорона здоров'я                                         | Охорона здоров'я                                         |                                                          | 7,7%                                                     | 7,7%                                                     |
| Освіта, правозахист, муніципальні та урядові служби      | Освіта, правозахист, муніципальні та урядові служби      |                                                          | 3,8%                                                     | 3,8%                                                     |
| Мистецтво, культура, відпочинок та спорт                 | Мистецтво, культура, відпочинок та спорт                 |                                                          | 3,1%                                                     | 3,1%                                                     |
| Роздрібна торгівля та послуги                            | Роздрібна торгівля та послуги                            |                                                          | 24,6%                                                    | 24,6%                                                    |
| Гуртова торгівля, транспорт та обладнання                | Гуртова торгівля, транспорт та обладнання                |                                                          | 24,6%                                                    | 24,6%                                                    |
| Природні ресурси, сільське господарство                  | Природні ресурси, сільське господарство                  |                                                          | 13,1%                                                    | 13,1%                                                    |

## Клімат
Середня річна температура становить 2,6°C, середня максимальна – 21°C, а середня мінімальна – -19,8°C. Середня річна кількість опадів – 493 мм.
| Клімат поселення                              | Клімат поселення | Клімат поселення | Клімат поселення | Клімат поселення | Клімат поселення | Клімат поселення | Клімат поселення | Клімат поселення | Клімат поселення | Клімат поселення | Клімат поселення | Клімат поселення | Клімат поселення |
| Показник                                      | Січ.             | Лют.             | Бер.             | Квіт.            | Трав.            | Черв.            | Лип.             | Серп.            | Вер.             | Жовт.            | Лист.            | Груд.            |                  |
| Середній максимум, °C                         | −5,98            | −2,63            | 2,69             | 10,46            | 16,71            | 20,52            | 21,00            | 20,65            | 15,66            | 10,56            | 1,33             | −4,98            |                  |
| Середня температура, °C                       | −12,86           | −9,52            | −4,19            | 3,58             | 9,84             | 13,64            | 15,37            | 15,03            | 10,04            | 4,94             | −4,28            | −10,6            |                  |
| Середній мінімум, °C                          | −19,76           | −16,4            | −11,07           | −3,3             | 2,94             | 6,75             | 9,76             | 9,41             | 4,42             | −0,68            | −9,91            | −16,23           |                  |
| Норма опадів, мм                              | 20               | 15               | 18               | 23               | 57               | 90               | 93               | 70               | 52               | 22               | 16               | 17               |                  |
| Середньомісячна швидкість вітру, м/с          | 3.16             | 3.23             | 3.41             | 3.70             | 3.69             | 3.38             | 3.02             | 2.90             | 3.13             | 3.38             | 3.31             | 3.25             |                  |
| Середньомісячна сонячна радіація, кДж/м²·день | 3711             | 7189             | 12371            | 17293            | 20537            | 21862            | 22546            | 19012            | 13070            | 7810             | 3966             | 2777             |                  |
| --------------------------------------------- | ---------------- | ---------------- | ---------------- | ---------------- | ---------------- | ---------------- | ---------------- | ---------------- | ---------------- | ---------------- | ---------------- | ---------------- | ---------------- |
| Джерело:                                      |                  |                  |                  |                  |                  |                  |                  |                  |                  |                  |                  |                  |                  |